# Rui Águas (racerförare)
Rui Águas, född den 29 februari 1972 i Nampula, Moçambique är en portugisisk racerförare.